# ワキア
ワキア（Wakia、1987年 - 1997年）はアメリカ合衆国の競走馬。引退後日本の稲原牧場で繁殖牝馬として活躍した。サイレンススズカ、ラスカルスズカの母。

## 競走馬時代
競走馬時代は1000 - 1200メートルを中心にスプリンターとして活躍していた。そんなワキアに目を付けたのが橋田満調教師と稲原美彦だった。渡米中の2人はワキアを購入し、5歳まで現役を続けさせ（日本の調教師は競走馬の所有を禁じられているため稲原が所有）、引退後に日本の稲原牧場で繁殖生活を送ることとなった。

## 繁殖牝馬時代
初年度の1992年に交配されたのはダンスオブライフで、翌1993年にワキアオブスズカが誕生し、この年はバイアモンを種付けを行ったが受胎せず、稲原牧場がシンジケート株を所持していた社台スタリオンステーションのトニービンと交配することになった。しかし当時人気急上昇中のトニービンの予定がふさがっており、当日の種付けはできない状態であった。せっかくの発情期を逃すことになってしまうと悩んだ稲原のもとに、当時産駒がデビューしておらず繁殖実績のなかったサンデーサイレンスとの交配は可能だという申し入れがありサンデーサイレンスとの交配を行った。翌1994年に誕生したのがサイレンススズカだった。この年はコマンダーインチーフと交配を行い、翌1995年にコマンドスズカが誕生し、ふたたびコマンダーインチーフと交配し、翌1996年にラスカルスズカが誕生した。その後ブライアンズタイムと交配され受胎したが、1996年8月に腸捻転が原因で、わずか4頭の産駒を残して死亡した。4頭の産駒はすべて橋田厩舎でデビューした。

## 繁殖成績
| 生年 | 馬名             | 性 | 毛色 | 父                   | 厩舎         | 馬主     | 戦績                                                       | 備考                         | 出典  |
| ---- | ---------------- | -- | ---- | -------------------- | ------------ | -------- | ---------------------------------------------------------- | ---------------------------- | ----- |
| 1993 | ワキアオブスズカ | 牝 | 鹿毛 | ダンスオブライフ     | 栗東・橋田満 | 永井啓弍 | 6戦2勝                                                     | 繁殖牝馬 （2009年死亡）      | [ 2 ] |
| 1994 | サイレンススズカ | 牡 | 栗毛 | サンデーサイレンス   | 栗東・橋田満 | 永井啓弍 | 16戦9勝（うち海外1戦0勝） 宝塚記念、毎日王冠、中山記念など | （予後不良）                 | [ 3 ] |
| 1995 | コマンドスズカ   | 牡 | 鹿毛 | コマンダーインチーフ | 栗東・橋田満 | 永井啓弍 | 26戦5勝                                                    | （死亡）                     | [ 4 ] |
| 1996 | ラスカルスズカ   | 牡 | 鹿毛 | コマンダーインチーフ | 栗東・橋田満 | 永井啓弍 | 16戦4勝 菊花賞3着、万葉ステークス、天皇賞（春）2着         | 種牡馬(2010年供用停止)(死亡) | [ 5 ] |

## 血統表
| ワキア (Wakia)の血統                | ワキア (Wakia)の血統                           | ワキア (Wakia)の血統                           | （血統表の出典）                               | （血統表の出典） |
| 父系                                | ミスタープロスペクター系                       | ミスタープロスペクター系                       | ミスタープロスペクター系                       | [ § 2 ]          |
| 父 Miswaki 1978 栗毛 アメリカ       | 父の父Mr.Prospector 1970 黒鹿毛 アメリカ       | Raise a Native                                 | Native Dancer                                  | Native Dancer    |
| 父 Miswaki 1978 栗毛 アメリカ       | 父の父Mr.Prospector 1970 黒鹿毛 アメリカ       | Raise a Native                                 | Raise You                                      |                  |
| 父 Miswaki 1978 栗毛 アメリカ       | 父の父Mr.Prospector 1970 黒鹿毛 アメリカ       | Gold Digger                                    | Nashua                                         | Nashua           |
| 父 Miswaki 1978 栗毛 アメリカ       | 父の父Mr.Prospector 1970 黒鹿毛 アメリカ       | Gold Digger                                    | Sequence                                       |                  |
| 父 Miswaki 1978 栗毛 アメリカ       | 父の母Hopespringseternal 1971 栗毛             | Buckpasser                                     | Tom Fool                                       | Tom Fool         |
| 父 Miswaki 1978 栗毛 アメリカ       | 父の母Hopespringseternal 1971 栗毛             | Buckpasser                                     | Busanda                                        |                  |
| 父 Miswaki 1978 栗毛 アメリカ       | 父の母Hopespringseternal 1971 栗毛             | Rose Bower                                     | Princequillo                                   | Princequillo     |
| 父 Miswaki 1978 栗毛 アメリカ       | 父の母Hopespringseternal 1971 栗毛             | Rose Bower                                     | Lea Lane                                       |                  |
| 母 Rascal Rascal 1981 鹿毛 アメリカ | 母の父Ack Ack 1966 鹿毛 アメリカ               | Battle Joined                                  | Armageddon                                     | Armageddon       |
| 母 Rascal Rascal 1981 鹿毛 アメリカ | 母の父Ack Ack 1966 鹿毛 アメリカ               | Battle Joined                                  | Ethel Walker                                   |                  |
| 母 Rascal Rascal 1981 鹿毛 アメリカ | 母の父Ack Ack 1966 鹿毛 アメリカ               | Fast Turn                                      | Turn-to                                        | Turn-to          |
| 母 Rascal Rascal 1981 鹿毛 アメリカ | 母の父Ack Ack 1966 鹿毛 アメリカ               | Fast Turn                                      | Cherokee Rose                                  |                  |
| 母 Rascal Rascal 1981 鹿毛 アメリカ | 母の母Savage Bunny 1974 アメリカ               | Never Bend                                     | Nasrullah                                      | Nasrullah        |
| 母 Rascal Rascal 1981 鹿毛 アメリカ | 母の母Savage Bunny 1974 アメリカ               | Never Bend                                     | Lalun                                          |                  |
| 母 Rascal Rascal 1981 鹿毛 アメリカ | 母の母Savage Bunny 1974 アメリカ               | Tudor Jet                                      | Tudor Minstrel                                 | Tudor Minstrel   |
| 母 Rascal Rascal 1981 鹿毛 アメリカ | 母の母Savage Bunny 1974 アメリカ               | Tudor Jet                                      | Precious Lady F-No.9-a                         |                  |
| 母系(F-No.)                         | 9号族(FN:9-a)                                  | 9号族(FN:9-a)                                  | 9号族(FN:9-a)                                  | [ § 3 ]          |
| 5代内の近親交配                     | Nasrullah 5×5×4=12.50%、Princequillo 4×5=9.38% | Nasrullah 5×5×4=12.50%、Princequillo 4×5=9.38% | Nasrullah 5×5×4=12.50%、Princequillo 4×5=9.38% | [ § 4 ]          |
| 出典                                | 1. 2. 3. 4.                                    | 1. 2. 3. 4.                                    | 1. 2. 3. 4.                                    | 1. 2. 3. 4.      |

兄弟はベニーザディップ Benny the Dip（ダービーステークス・イギリスG1、種牡馬）、クリプティックラスカル Cryptic Rascal（ピルグリムステークス・アメリカG3、種牡馬）、ベガーマンシーフ Beggarman Thief（ホーリスヒルステークス・イギリスG3、種牡馬）などがいる。